# Кредитні канікули
Кредитні канікули — це відстрочка платежу на погашення основної суми боргу або процентних ставок протягом певного періоду.
Надається позичальнику на обмежений час, передбачений у складеному з кредитором договорі. Зазвичай від 3 до 12 місяців (у деяких випадках — до 2-х років).

## Види
Існує три види кредитних канікул:
- з повною відстрочкою платежу. В цьому випадку кредитор припиняє виплати по кредиту і не нараховує штрафи за прострочені дні до вказаного дня;
- з частковою відстрочкою платежу. У цьому разі позичальник зобов'язується виплатити частину суми для того, щоб довести свою платоспроможність і активувати кредитні канікули;
- з перерахунком суми кредиту за рахунок конвертації валют (наприклад, переклад позики з доларового на гривневий і навпаки). Такий вид канікул зустрічається найрідше.

## Альтернативи кредитним канікулам
Як альтернативу кредитним канікулам можна розглянути перекредитування з меншою відсотковою ставкою. Цей варіант буде максимально доречний, якщо у позичальника є декілька проблемних мікрокредитів з високою ставкою. Як перекредитування можна розглянути наступні варіанти:
- довгострокові цільові програми кредитування в банках;
- оформлення кредитної карти з грейс-періодом;
- довгострокові кредити в небанківських фінансових установах.